# 汊沽港镇
汊沽港镇，是中华人民共和国天津市武清区下辖的一个乡镇级行政单位。

## 行政区划
汊沽港镇下辖以下地区：
小王堡村、冷家堡村、小刘堡村、苑家堡村、北柳子村、五间房村、东王堡村、大王堡村、一街村、二街村、三街村、四街村、二光村、六道口村、大刘堡村、曹场村、胡柳子村和西肖庄村。